# 리경구
리경구(1930년 3월 4일 ~ )는 대한민국의 비전향 장기수이다.

## 생애
충청남도 공주군에 있는 가난한 농가에서 태어났다. 아버지가 한때 의병으로서 활동했다는 이유로 일제강점기에 괴롭힘당했으며, 촌부인 어머니가 들려주는 김일성의 항일 활동에 대한 이야기를 들으면서 자랐다.
서울에서 중고등학교에 진학하여 군정기에 좌익 학생운동에 뛰어들었다. 1950년 한국 전쟁이 발발하여 조선인민군이 서울을 점령하자 이를 지지하였으며, 인민군이 후퇴할 때 조선민주주의인민공화국으로 들어갔다.
전쟁 중이던 1952년에 공작원 신분으로 남파되었으나 오래 활동하지 못하고 그해 강원도 원주에서 허리에 관통상을 입고 체포되었다. 무기징역형을 언도받고서 1989년에 풀려날 때까지 약 37년간 수감 생활을 하였다. 수감 기간 중에 전향을 권유 받았으나 거부하였다.
출감 후 혼인하여 가정을 꾸렸다가, 2000년 6·15 남북 공동선언에 의거해 조선민주주의인민공화국으로 송환되었다. 이때 리경구의 아내도 함께 북행하기를 원했지만, 동행하지 못하였다.
송환 후 평양에 정착하였고 조국통일상을 받았다. 2004년에 조선노동당 창당 59주년을 축하하는 시〈축하합니다〉를 《로동신문》에 발표하고 2005년 주간지 《통일신보》에 수기 〈6ㆍ15를 안고 산다〉를, 2006년 《로동신문》에 수기 〈내 고향의 안녕을 생각한다〉를 기고하는 등 활발히 활동했다.

## 참고 자료
- 김소희 (1996년 6월). “월간 『말』을 전하는 장기수 이경구의 세상살이”. 《월간말》 (제120호).
- 김만수 외 12인 (2003). 〈나는 북행길을 택했다 (리경구)〉. 《신념과 의지의 강자들 -  비전향 장기수들의 수기 4》. 평양: 평양출판사.